# Efeito electro-osmótico
O efeito electroosmótico é um efeito sofrido por um fluido sob acção de um campo electrico na interface com um sólido. O campo eléctrico no sólido provoca o movimento de cargas electricas numa camada próxima da interface. O movimento destas cargas elécticas induz o movimento do resto do fluido.
O efeito electroosmótico é utilizado para controlar o escoamento em microfluidos.